# Anseropoda pellucida
Anseropoda pellucida is een zeester uit de familie Asterinidae.
De wetenschappelijke naam van de soort werd in 1893 gepubliceerd door Alfred William Alcock.